# Бродня-Кольонія
Бродня-Кольонія (пол. Brodnia-Kolonia) — село в Польщі, у гміні Пенчнев Поддембицького повіту Лодзинського воєводства.
Населення — 80 осіб (2011).
У 1975-1998 роках село належало до Серадзького воєводства.

## Демографія
Демографічна структура станом на 31 березня 2011 року:
|          | Загалом | Допрацездатний вік | Працездатний вік | Постпрацездатний вік |
| -------- | ------- | ------------------ | ---------------- | -------------------- |
| Чоловіки | 42      | 8                  | 30               | 4                    |
| Жінки    | 38      | 7                  | 21               | 10                   |
| Разом    | 80      | 15                 | 51               | 14                   |